# Juan Manuel López Iturriaga
Juan Manuel López Iturriaga (auch Iturriaga; * 4. Februar 1959 in Bilbao)  ist ein ehemaliger spanischer Basketballspieler. Seine angestammte Position war die des Shooting Guards. Iturriaga, der für seine schnellen Gegenstöße und Distanzwürfe bekannt war, begann seine Laufbahn in seiner Geburtsstadt Bilbao beim kleinen Verein Loyola Indautxu, und mit nur 17 Jahren wechselte er schließlich zu Real Madrid. Dort feierte er zahlreiche Erfolge, so gewann er bereits in seiner ersten Saison die spanische Meisterschaft, den Pokal sowie den Intercontinental Cup. Insgesamt gelangen ihm, während seiner zwölf Jahre im Klub, zehn nationale und sieben internationale Titelerfolge.
Bei seinen insgesamt 90 Auftritten mit der spanischen Nationalmannschaft erreichte Iturriaga die Vizeeuropameisterschaft 1983 sowie eine Silbermedaille bei den Olympischen Spielen 1984, wo man erst im Finale gegen das Team der USA unterlag.
Iturriaga wechselte nach seiner aktiven Laufbahn in die Medienlandschaft, wo er u. a. als Kolumnist und Fernsehkommentator arbeitet.

## Erfolge

### Verein
- 7 Spanische Meistertitel (1976/77, 1978/79, 1979/80, 1981/82, 1983/84, 1984/85, 1985/86)
- 3 Spanische Pokalsiege (1976/77, 1984/85, 1985/86)
- 2 Europapokale der Landesmeister (1977/78, 1979/80)
- 1 Europapokal der Pokalsieger (1983/84)
- 1 Korać-Cup (1987/88)
- 2 Intercontinental Cups (1976/77, 1977/78)
- 1 Klub-Weltmeisterschaft (1980/81)

### Nationalmannschaft
- Vizeeuropameister 1983
- Olympia Silber 1984